# Schule für Gestaltung Zürich
Die Schule für Gestaltung Zürich ist eine Zürcher Bildungsinstitution für gestalterische Lehrberufe und Weiterbildungen.
Die Schule wurde 1878 in Zürich als Kunstgewerbliche Fachschule gegründet. 1883 wurde sie in Kunstgewerbeschule umbenannt, 1984/85 dann in Schule für Gestaltung Zürich (SfGZ). Aus ihr ist auch die heutige Zürcher Hochschule der Künste (ZHdK) hervorgegangen, die sich 2007 als kantonale Hochschule für Gestaltung und Kunst HGKZ mit der Hochschule Musik und Theater Zürich zur zusammenschloss.